# Richard Kline
Richard Kline (New York, 29 april 1944), geboren als Richard Klein, is een Amerikaans acteur en filmregisseur.

## Biografie
Kline werd geboren in de borough Queens van New York waar hij afstudeerde aan de Queens College. Hierna haalde hij zijn master of fine arts aan de Northwestern-universiteit in Illinois. Na zijn studie heeft hij gediend in de United States Army tijdens de Vietnamoorlog. 
Kline begon met acteren in lokale theaters en maakte in 1971 zijn professioneel debuut op Broadway in het toneelstuk Maria Stuart. Hij begon in 1976 met acteren voor televisie in de televisieserie Serpico, waarna hij nog meerdere rollen speelde in televisieserie en films. Hij is vooral bekend van zijn rol als Larry Dallas in de televisieserie Three's Company waar hij in 116 afleveringen speelde (1977-1984). Voor deze rol werd hij in 2003 genomineerd voor een TV Land Award. 
Kline was van 1982 tot en met 2002 getrouwd en hieruit heeft hij een dochter, in 2002 is hij opnieuw getrouwd.  

## Filmografie

### Films
Uitgezonderd korte films.
- 2024 The Mick and the Trick - als kapitein Higgins
- 2023 180 Days - als ugene Parx
- 2020 Love, Weddings & Other Disasters - als Steve
- 2016 Broadcasting Christmas - als Stanley Morgan
- 2016 Don't Think Twice - als mr. Coughlin
- 2011 Jack and Jill – als theaterganger
- 2009 Knight to F4 – als Truman Fetcher
- 2007 I Now Pronounce You Chuck and Larry – als Mr. Auerbach
- 2004 Karroll's Christmas – als Bradley Carchet
- 2004 To Kill a Mockumentary – als Dr. Bentley
- 2002 Jane White Is Sick & Twisted – als Chris Jobin
- 2001 Saving Silverman – als aankondiger acrobaat (stem)
- 1999 Warm Blooded Killers – als Ush
- 1999 Liberty Heights – als Charlie
- 1999 Treehouse Hostage – als schoolhoofd Ott
- 1997 Beverly Hills Ninja – als chauffeur
- 1995 The Feminine Touch – als Stan Jacobs
- 1990 Problem Child – als stem
- 1988 Side by Side – als Matt

### Televisieseries
Uitgezonderd eenmalige gastrollen.
- 2013-2022 Blue Bloods - als rechter Angioli - 5 afl.
- 2013-2016 The Americans – als Bill Hanson – 3 afl.
- 2001-2002 Inside Schwartz - als Gene Schwartz - 13 afl.
- 2000 Noah Knows Best – als Jeff Beznick – 13 afl.
- 1996 The Bold and the Beautiful - als dr. Mark Benson - 10 afl.
- 1992-1993 Harry and the Hendersons - als Peter Newton - 3 afl.
- 1990 His & Hers – als Jeff Spencer – 13 afl.
- 1985-1988 It's a Living – als Richie Gray – 9 afl.
- 1986 Sidekicks – als rechercheur Charlie Cheatman – 2 afl.
- 1977-1984 Three's Company – als Larry Dallas – 116 afl.
- 1977-1978 Maude – als Tuggy McKenna – 3 afl.
- 1977 Eight Is Enough – als Mr. Corelli – 2 afl.
- 1977 Fernwood 2 Night – als Stanley Turnbell – 2 afl.

### Filmregisseur
- 2013 Don't Know Jack - film
- 2004 Creating America's Next Hit Television Show – televisieserie
- 1991-1993 Harry and the Hendersons – televisieserie – 3 afl.
- 1990 Evening Shade – televisieserie – 1 afl.

## TheaterwerkBroadway
- 2016-2020 Waitress - musical - als Joe (understudy)
- 2008 November – toneelstuk – als Charles Smith
- 1989-1992 City of Angels – musical – als Irwin S. Irving / Buddy Fidler (understudy)
- 1972 The Crucible – toneelstuk – als Marshall Herrick
- 1972 Twelfth Night – toneelstuk – als soldaat / matroos
- 1971 Narrow Road to the Deep North – toneelstuk – als man van de rivier / voorbijganger / soldaat
- 1971 Maria Stuart – toneelstuk – als een van de wachten / hoveling

- Library of Congress Control Number: no2016081913
- Virtual International Authority File: 38146937801413831937
- WorldCat: E39PBJB4hdHjyTk7jrD9b7TmBP